# اچ‌ام‌اس استیگیان (پی۲۴۹)
اچ‌ام‌اس استیگیان (پی۲۴۹) (به انگلیسی: HMS Stygian (P249)) یک زیردریایی بود که طول آن ۲۱۷ فوت (۶۶ متر) بود. این زیردریایی در سال ۱۹۴۳ ساخته شد.